# Onychopterocheilus inversus
Onychopterocheilus inversus är en stekelart som först beskrevs av Kostylev 1935.  Onychopterocheilus inversus ingår i släktet Onychopterocheilus och familjen Eumenidae. Inga underarter finns listade i Catalogue of Life.